# André Sordet
Jean François André Sordet (Saint-Germain-du-Plain, 17 maggio 1852 – 28 luglio 1923) è stato un generale francese.
Veterano della guerra franco-prussiana fu comandante del 1º corpo di cavalleria durante le fasi iniziali della prima guerra mondiale, rendendosi protagonista di un famoso raid in territorio belga tra il 6 e il 23 agosto 1914.

## Biografia
Nacque a Saint-Germain-du-Plain il 17 maggio 1852, figlio di Claude Alfred e di Claudine Marguerite Hüe de la Blanche. Nel 1870 entrò all'École spéciale militaire de Saint-Cyr, Promozione de la Revanche, e allo scoppio della guerra franco-prussiana fu nominato sottotenente a titolo provvisorio ed inviato al fronte, assegnato ad un Reggimento di fanteria di linea. Si distinse durante i combattimenti di Nuits e Héricourt (15-17 gennaio 1871). L'anno successivo, al termine della guerra, ritornò a frequentare l'Accademia di Saint-Cyr uscendone nel 1872 per essere assegnato all'arma di cavalleria. Il 1º settembre 1886 sposò la signorina Henriette Bergasse, da cui ebbe due figlie Marguerite (1892-1952) e Yvonne (1895-1989).
Nominato colonnello comandante del 23º Reggimento dragoni nel 1898, fu promosso al grado di generale di brigata nel 1903 e quindi di generale di divisione nel 1910, assumendo il comando dapprima della 4ª Divisione di cavalleria, e poi del X Corpo d'armata di stanza a Rennes. Il 29 aprile 1913 divenne membro del Conseil supérieur de la guerre e Ispettore Generale dell'arma di cavalleria. Poco prima dello scoppio della prima guerra mondiale portò a termine la modernizzazione della cavalleria francese.

### La prima guerra mondiale
All'atto della mobilitazione generale assunse il comando del 1º Corpo di cavalleria, che in base al piano operativo XVII, concepito dal Comandante in capo dell'esercito francese generale Joseph Joffre, in caso di violazione della neutralità belga avrebbe dovuto entrare in Belgio e Lussemburgo per contrastare le avanzanti colonne tedesche. A partire dal 30 luglio il 1º Corpo d'armata di cavalleria iniziò a raccogliersi, stabilendo il proprio Quartier generale a Mézières.
Il 5 agosto mentre si trovava presso il suo Quartier generale di Sedan ricevette l'ordine di iniziare una missione di ricognizione in territorio belga, il risposta all'invasione del paese da parte dei tedeschi. il suo movimento doveva coprire l'avanzata della Ve Armée del generale Charles Lanrezac che doveva ricongiungersi con l'esercito belga. Dopo aver avvisato Sua Maestà il Re Alberto I del Belgio, il giorno 6 alla testa del suo Corpo d'armata, entrò in territorio belga avanzando verso Neufchâteau, per attraversare in seguito la foresta delle Ardenne senza rilevare le avanguardie della 3. Armee tedesca del generale von Hausen. Il giorno 10 arrivò nelle vicinanze della piazzaforte di Liegi, trovandola già assediata dalle truppe della 1. Armee (von Bülow) e 2. Armee di (von Kluk) tedesche. Rimase sulla riva destra della Mosa ritornando verso Dinant, proseguendo verso la piazzaforte di Namur, e arrivando a Bruxelles il giorno 18. Dalla capitale belga ripartì per raggiungere Charleroi, attraversò le linee del British Expeditionary Force rientrando in territorio francese il giorno 23, quando raggiunse la piazzaforte di Maubeuge. Già il giorno successivo schierò il suo corpo d'armata alla sinistra della B.E.F., incontrandosi quello stesso giorno con il suo comandante, il generale John French. Il 26 prese parte alla battaglia di Le Cateau, continuando a ritirarsi al seguito della B.E.F. impegnandosi in violenti combattimenti contro le truppe tedesche nei giorni successivi. Il giorno 29 passò alla dipendenze della VIe Armée del generale Manoury, schierandosi alla sua sinistra. Il 5 settembre iniziò la battaglia della Marna, ma il giorno 8 venne rimpiazzato dal generale Bridoux comandante della 5ª Divisione di cavalleria.
Divenne in seguito ispettore generale dei depositi di cavalleria. Si spense il 28 luglio 1923. Egli è il padre del giornalista Dominique Sordet.

## Pubblicazioni
- Historique du Corps de Cavallerie Sordet, con Marcel Victor Auguste Boucherie, Charles-Lavauzelle, Paris, 1924.

### Annotazioni
1. ↑  Nato nel 1808, laureato in giurisprudenza.
2. ↑  Creato appositamente dal Grand Quartier Général (GHG) come formazione di manovra, e formato da 1ª, 3ª e 5ª Divisione di cavalleria, rinforzate dall'8ª Brigata di fanteria.
3. ↑  Telegramma giunto dal Grand Quartier Géneral (GQG) di Vitry-le-François alle 19 del 5 agosto: Portate domani il C.C. nella regione di Neufchâteau. Esplorate il fronte Attert-Martelange-Bastogne-Houffalize–Laroche. Collegatevi a destra con la 4ª Divisione di cavalleria che si porterà nella regione d'Etalle per esplorare il fronte Attert-Arlon-Longwy–Audun-le-Roman e passerà quindi ai vostri ordini. Missione: scoprire il contorno dell'avanzata nemica sulla frontiera orientale del Belgio, contrastare l'avanzata delle colonne nemiche, contrastare la cavalleria avversaria.
4. ↑  Si trattava di un totale di 18 Reggimenti, con una forza di circa 15.000 uomini.
5. ↑  Che fu raggiunta il 13 agosto.
6. ↑  Il 4 settembre, quando egli arrivò a Parigi, non era che l'ombra di se stesso, dopo aver cavalcato per 1.500 km e combattuto in diverse battaglie.
7. ↑  Il generale Joffre lo rimosse dal comando perché egli, durante la battaglia della Marna, aveva privilegiato il riposo e il rifornimento delle sue esauste truppe, rimandando l'esecuzione di un ordine operativo emesso dal G.Q.G.

### Fonti
1. ↑  La Saint-Cyrienne | Ils s'instruisent pour vaincre.
2. 1 2  Wawro 2003, p. 295.
3. ↑  Jarymowycz 2008, p. 127.
4. ↑  Sumner 2012, p. 12.
5. ↑  Lanrezac 1920, p. 71.
6. ↑  Biastre 2013, p. 15.
7. ↑  Biastre 2013, p. 34.
8. 1 2 3  Jarymowycz 2008, p. 132.
9. ↑  Jarymowycz 2008, p. 138.
10. 1 2 3  Lanrezac 1920, p. 74.
11. 1 2 3  Sumner 2012, p. 14.
12. ↑  Lanrezac 1920, p. 75.
13. ↑  Hart 2014, p. 118.
14. 1 2  Lanrezac 1920, p. 168.
15. ↑  Sumner 2012, p. 13.
16. ↑  Jarymowycz 2008, p. 137.
17. 1 2  Lanrezac 1920, p. 203.
18. ↑  Briastre 2013, p. 35.
19. ↑  Les chefs de nos armées